# Сулейманов, Искендер Иса оглы
Искендер Иса оглы Сулейманов (азерб. İsgəndər İsa oğlu Süleymanov; 1927, Казахский уезд — 26 сентября 1984, Таузский район) — советский азербайджанский государственный и партийный деятель, хлопковод, Герой Социалистического Труда (1950).

## Биография
Родился в 1927 году в селе Ковлар Казахского уезда Азербайджанской ССР (ныне город в Товузском районе).
В 1942—1984 годах — звеньевой, председатель колхоза имени Тельмана Таузского района, председатель исполкома Таузского районного Совета депутатов трудящихся, первый секретарь Физулинского районного комитета КП Азербайджана, начальник Управления сельского хозяйства Шамхорского района, старший государственный инспектор по покупке, продаже и качеству сельскохозяйственной продукции Таузского района. В 1949 году, будучи звеньевым, получил урожай хлопка 78,9 центнеров с гектара на площади 8 гектаров.
Указом Президиума Верховного Совета СССР от 12 июля 1950 года за получение высоких урожаев хлопка на поливных землях в 1949 году Сулейманову Искендеру Иса оглы присвоено звание Героя Социалистического Труда с вручением ордена Ленина и золотой медали «Серп и Молот».
Активно участвовал в общественной жизни Азербайджана. Член КПСС с 1952 года. Депутат Верховного Совета Азербайджанской ССР 3-го созыва.
Скончался 26 сентября 1984 года в городе Тауз.